# Mondalindo
Mondalindo är en bergstopp i Spanien.   Den ligger i provinsen Provincia de Madrid och regionen Madrid, i den centrala delen av landet, 50 km norr om huvudstaden Madrid. Toppen på Mondalindo är 1 821 meter över havet, eller 54 meter över den omgivande terrängen. Bredden vid basen är 0,56 km.
Terrängen runt Mondalindo är huvudsakligen kuperad.Runt Mondalindo är det ganska glesbefolkat, med 47 invånare per kvadratkilometer. Närmaste större samhälle är Miraflores de la Sierra, 9,1 km sydväst om Mondalindo. Trakten runt Mondalindo består i huvudsak av gräsmarker.